# 哈里·罗森斯韦德
哈里·罗森斯韦德（瑞典語：Harry Rosenswärd，1882年4月20日—1955年7月16日），瑞典前男子帆船运动员。他曾代表瑞典参加1912年夏季奥林匹克运动会帆船比赛，获得10米级金牌。